# Festival du film de Tampere

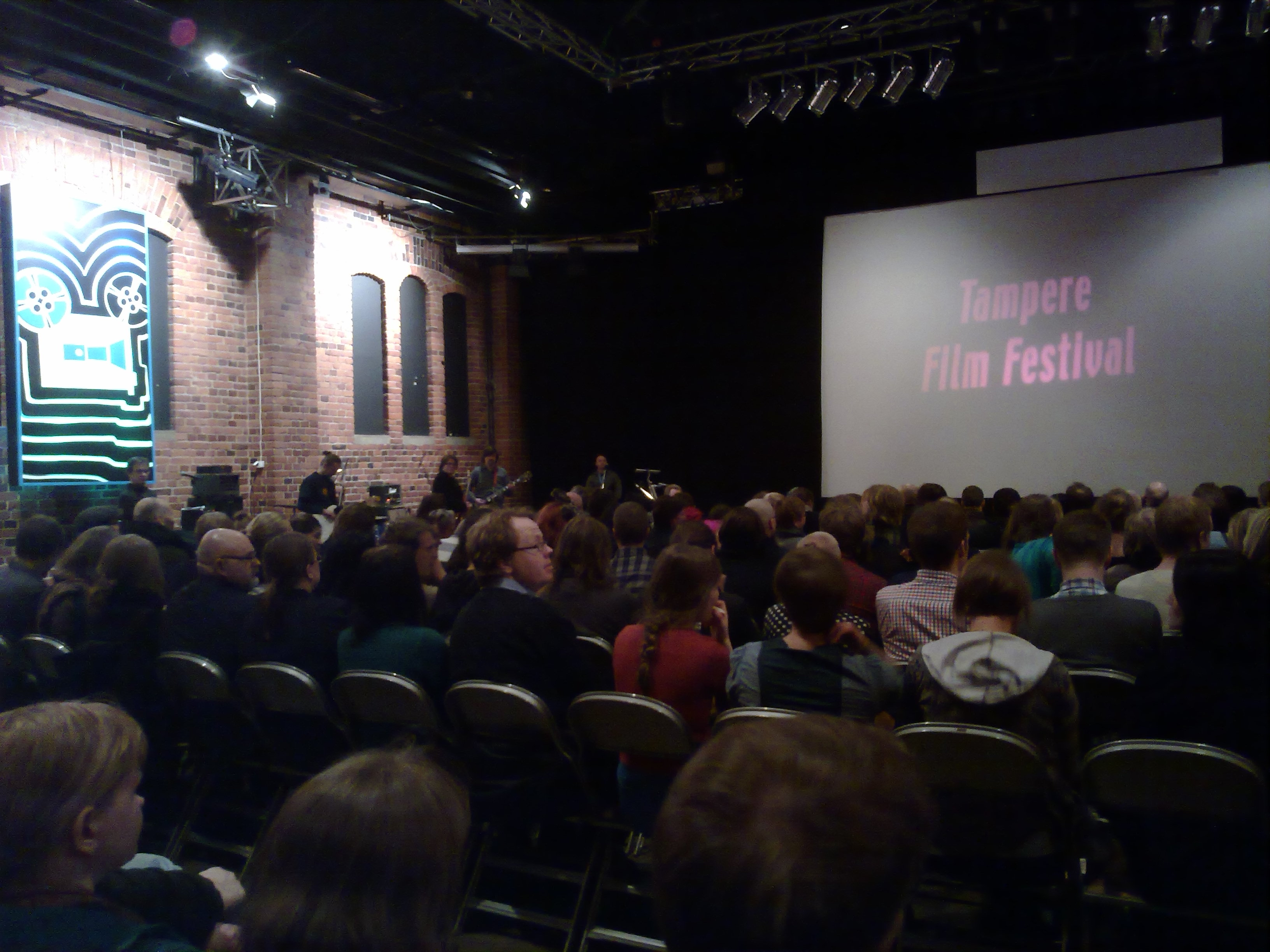
Édition 2011 du Tampere Film Festival

Le Festival du film de Tampere (en finnois : Tampereen elokuvajuhlat) est un festival consacré aux courts métrages se déroulant chaque année depuis 1969, au mois de mars, dans la ville finlandaise de Tampere.

## Présentation
Le festival fait partie des festivals accrédités par la FIAPF et compte, aux côtés des festivals d'Oberhausen et de Cracovie, parmi les plus importants festivals européens consacrés aux courts métrages.
Le premier festival a eu lieu en 1969 et a lieu dans sa forme actuelle depuis 1970, ce qui fait de lui le plus ancien festival de courts-métrages des pays nordiques.
Chaque année sont présentés près de 500 films, internationaux ou finlandais, et des conférences en lien ont également lieu. Parmi les réalisateurs révélés par le festival, on compte notamment Aki Kaurismäki.
La fréquentation du festival en 2023 a été estimée à 30 000 visiteurs,,.

## Grand prix du meilleur film

### Années 1970
| Année | Titre du film                    | Réalisateur                  |
| ----- | -------------------------------- | ---------------------------- |
| 1970  | 79 Springs                       | Santiago Álvarez             |
| 1971  | The Shadow of a City             | Hannu Peltomaa               |
| 1973  | Ziegeleiarbeiter                 | Marta Rodríguez, Jorge Silva |
| 1974  | La Primera página                | Sebastián Alarcón            |
| 1975  | Bölcs mesterek, okos szerkezetek | Vince Lakatos                |
| 1976  | Peasants                         | Marta Rodríguez, Jorge Silva |
| 1977  | Poezd pamyati                    | Nikolai Serebrjakow          |
| 1978  | As You Like It                   | Zoltán Huszárik              |
| 1979  | They Are Killing the Horse       | Mushtaq Gazdar               |

### Années 1980
| Année | Titre du film            | Réalisateur                                   |
| ----- | ------------------------ | --------------------------------------------- |
| 1980  | An Encounter with Faces  | Vidhu Vinod Chopra                            |
| 1981  | Survival Run             | Robert Charlton                               |
| 1982  | En Stad under huden      | Johan Donner                                  |
| 1983  | Inferiority Complex      | Adolf Born, Jaroslav Doubrava, Miloš Macourek |
| 1984  | The Snowman              | Dianne Jackson                                |
| 1985  | Byker                    | Sirkka-Liisa Konttinen                        |
| 1986  | Drawn People             | Harrie Geelen                                 |
| 1987  | Before the Guests Arrive | Jon Bang Carlsen                              |
| 1988  | Breakfast on the Grass   | Priit Pärn                                    |
| 1989  | In Front of the Wall     | Daisy Lamothe                                 |

### Années 1990
| Année | Titre du film                            | Réalisateur                         |
| ----- | ---------------------------------------- | ----------------------------------- |
| 1990  | Kitchen Sink                             | Alison Maclean                      |
| 1991  | De Craciun ne-am luat ratia de libertate | Catalina Fernoaga, Cornel Mihalache |
| 1992  | A Year Along the Abandoned Road          | Morten Skallerud                    |
| 1993  | Neon Stories                             | Eldora Traykova                     |
| 1994  | Wallace & Gromit - Die Techno-Hose       | Nick Park                           |
| 1995  | Something Different                      | Bruno Rolland                       |
| 1996  | Cicha przystań                           | Mariusz Malec                       |
| 1997  | Many Happy Returns                       | Marjut Rimminen                     |
| 1998  | Un jour                                  | Marie Paccou                        |
| 1999  | Youfek                                   | Mahvash Shaykh-Aleslami             |

### Années 2000
| Année | Titre du film                | Réalisateur                             |
| ----- | ---------------------------- | --------------------------------------- |
| 2000  | Four Corners                 | Ian Toews                               |
| 2001  | The Diver                    | P. V. Lehtinen                          |
| 2002  | Intolerance II: The Invasion | Phil Mulloy                             |
| 2003  | The Projectionist            | Michael Bates                           |
| 2004  | Utvecklingssamtal            | Jens Jonsson                            |
| 2005  | Through My Thick Glasses     | Pjotr Sapegin                           |
| 2006  | Eût-elle été criminelle...   | Jean-Gabriel Périot                     |
| 2007  | Milan                        | Michaela Kezele                         |
| 2008  | Madame Tutli-Putli           | Chris Lavis et Maciek Szczerbowski (en) |
| 2009  |                              |                                         |

### Années 2010
| Année | Titre du film                   | Réalisateur                    |
| ----- | ------------------------------- | ------------------------------ |
| 2010  | Lumikko                         | Miia Tervo                     |
| 2011  | Händelse vid bank               | Ruben Östlund                  |
| 2012  | Posledný Autobus                | Martin Snopek, Ivana Laucikova |
| 2013  | The Mass of Men                 | Gabriel Gauchet                |
| 2014  | Bum Bum, The baby of the Fisher | Ivan Maximov                   |